# Giải Mai Vàng 2020
Lễ trao giải Mai vàng lần thứ 26–2020 do báo Người lao động tổ chức đã diễn ra tại Nhà hát Thành phố Hồ Chí Minh vào lúc 20 giờ (UTC+7) ngày 14 tháng 1 năm 2021. Chương trình được dẫn bởi diễn viên Mạnh Cường và Quỳnh Hoa, và được truyền hình trực tiếp trên kênh VTV9.

## Giải thưởng và đề cử
Trong năm nay, Ban tổ chức quyết định không đưa vào bầu chọn tranh giải hạng mục MV ca nhạc và Ca khúc, và chỉ còn 13 hạng mục tranh giải.
(Đề cử đoạt giải thưởng được in đậm)
| Nam ca sĩ nhạc nhẹ | Nữ ca sĩ nhạc nhẹ |
| --- | --- |
| - Jack – "Hoa hải đường" - Erik – "Em không sai chúng ta sai" - Hoài Lâm – "Hoa nở không màu" - Noo Phước Thịnh – "Yêu một người sao buồn đến thế" - Soobin Hoàng Sơn – "BlackJack"             | - Vũ Cát Tường – "Hành tinh ánh sáng" - Hoàng Thùy Linh – "Kẻ cắp gặp bà già" - Mỹ Tâm – "Đúng cũng thành sai" |
| Ca sĩ âm hưởng dân ca và truyền thống cách mạng | Nhóm hát |
| - Phương Anh Bolero – "Thương lắm miền Trung ơi" - Cẩm Ly – "Ngoại ơi con về" - Phi Nhung – "Ngồi buồn nhớ mẹ" - Phương Mỹ Chi - "Bát nhã thuyền" - Tố My - "Mắt chị"                           | - Da LAB – "Gác lại âu lo" - Chillies Band – "Có em đời bỗng vui" - Ngọt Band – "Lần cuối" |
| Nam diễn viên điện ảnh – truyền hình | Nữ diễn viên điện ảnh – truyền hình |
| - Nhan Phúc Vinh – Tình yêu và tham vọng (vai Minh) - Kiều Minh Tuấn – Nắng 3: Lời hứa của cha (vai Tùng Sơn) - Lương Thế Thành – Mẹ ghẻ (vai An) - Thanh Sơn – Đừng bắt em phải quên (vai Duy) | - Văn Phượng – Mẹ ghẻ (vai Diệu) - Hồng Diễm – Hoa hồng trên ngực trái (vai Khuê) - Ninh Dương Lan Ngọc – Gái già lắm chiêu 3 (vai Miss. Q) - Quỳnh Lam – Luật trời (vai Thảo và Ngọc Bích) - Thanh Hằng – Chị chị em em (vai Thiên Kim) |
| Nam diễn viên sân khấu | Nữ diễn viên sân khấu |
| - Võ Minh Lâm – Khát vọng vương quyền (vai Tiết Thiệu) - Hữu Châu – Cậu Đồng (vai ông Phán) - Minh Dự – Ngược Gió (vai Châu Thủy Huệ) - Thành Lộc – Cậu Đồng (vai cậu Đồng)                     | - Tú Sương – Đoàn Hồng Ngọc phá trận Thuần Dương (vai Đoàn Hồng Ngọc) - Khả Như – Tuyết Sài Gòn (vai Hoa) - Thanh Hằng – Áo cưới trước cổng chùa (vai bà mẹ) - Thanh Ngân – Tướng cướp Bạch Hải Đường (vai Nhung)                        |
| Người dẫn chương trình truyền hình | Diễn viên hài |
| - Ngô Kiến Huy – Sàn đấu ca từ - Đại Nghĩa - Giọng ải giọng ai - Trấn Thành – Rap Việt | - Huỳnh Lập – Một nén nhang - Hoài Linh – Áo cưới trước cổng chùa - Lâm Vỹ Dạ – Ơn giời cậu đây rồi! - Trường Giang – 7 nụ cười Xuân |
| Phim điện ảnh – truyền hình | Vở diễn sân khấu |
| - Ròm (điện ảnh) - Đôi mắt âm dương (điện ảnh) - Hoa hồng trên ngực trái (truyền hình) - Muôn kiểu làm dâu (truyền hình) - Tình yêu và tham vọng (truyền hình)                                  | - Áo cưới trước cổng chùa (Nhà hát cải lương Trần Hữu Trang) - Bàn tay của trời (Sân khấu kịch Hoàng Thái Thanh) - Lôi Vũ (Sân khấu kịch Phú Nhuận) - Mưu bà Tú (Sân khấu kịch Idecaf)                                                   |
| Nghệ sĩ vì cộng đồng | Chương trình truyền hình |
| - Hoài Linh - Đại Nghĩa | - Siêu trí tuệ Việt Nam (HTV2) - Ký ức vui vẻ (VTV3) - Rap Việt (HTV2) |

## Khách mời trao giải
| Thứ tự | Khách mời                     | Giải thưởng                                               |
| ------ | ----------------------------- | --------------------------------------------------------- |
| 1      | NSND Minh Vương, NSND Lệ Thủy | Nam/Nữ diễn viên sân khấu                                 |
| 2      | Tấn Beo, NSND Ngọc Giàu       | Diễn viên hài                                             |
| 3      | NSƯT Trần Lực, NSND Lê Khanh  | Nam/Nữ diễn viên điện ảnh – truyền hình                   |
| 4      | Trương Ngọc Ánh, Anh Dũng     | Người dẫn chương trình truyền hình                        |
| 5      | Quang Linh, Cẩm Ly            | Ca sĩ dòng nhạc âm hưởng dân ca và truyền thống cách mạng |
| 6      | Minh Hằng, Ngô Kiến Huy       | Nhóm hát                                                  |
| 7      | Noo Phước Thịnh, Hồng Nhung   | Nam/Nữ ca sĩ nhạc nhẹ                                     |

## Trình diễn
| Thứ tự | Nghệ sĩ                                                                                                 | Màn trình diễn                                          |
| ------ | --- | ------------------------------------------------------- |
| 1      | Trung tâm ca nhạc nhẹ TP.HCM                                                                            | Múa dân gian đương đại "Những dấu son mùa xuân"         |
| 2      | NSND Lệ Thủy, NSƯT Thoại Mỹ NSƯT Kim Tử Long, NS Thanh Hằng NS Thanh Trường, NS Nhã Thy, NS Võ Minh Lâm | "Thắm mãi màu cờ tổ quốc" (Sáng tác: Hoàng Song Việt)   |
| 2      | AYOR & Vũ đoàn ABC                                                                                      | "Ngọn cờ giương cao trước biển" (Sáng tác: Hoàng Tâm)   |
| 3      | NSƯT Lê Thiện, NSƯT Vân Khánh                                                                           | "Ai ơi nhớ về miền Trung" (Sáng tác: Tiến Luân)         |
| 4      | Nhóm nhạc kịch Buffalo                                                                                  | "Chung tay đánh bay Corona" (Đạo diễn: Nguyễn Khắc Duy) |
| 5      | Noo Phước Thịnh                                                                                         | "Việt Nam trong tôi là" (Sáng tác: Yến Lê)              |